# Chen Ning Yang
Chen Ning Yang (Hofei, Kina, 22. rujna 1922.), američki fizičar kineskog podrijetla. Studirao u Kunmingu, doktorirao na Sveučilištu Tsinghua (1944.). Godine 1946. upisao se na Sveučilište u Chicagu, gdje je surađivao s E. Fermijem, te doktorirao 1948. Od 1949. radio u Princetonu, gdje je postao profesor 1955. S T.-D. Leejem teorijski je predvidio da se kod nekih nuklearnih procesa (beta raspad) narušava načelo parnosti. Za taj rad obojica su dobila Nobelovu nagradu za fiziku 1957.

## Parnost
Parnost (oznaka P) je fizikalna veličina koja opisuje promjene fizikalnoga sustava prilikom prostornoga zrcaljenja, kada se osi koordinatnoga sustava zamijene osima suprotnoga smjera (na primjer lijevi koordinatni sustav prelazi u desni). Pritom su sustavi parni (pozitivne parnosti, P = +1) ili neparni (negativne parnosti, P = –1), ovisno o tome prelaze li sami u sebe ili u sebi suprotan sustav. Primjerice, jakost električnoga polja je vektor negativne parnosti (P = –1), a jakost magnetskoga polja aksijalni vektor pozitivne parnosti (P = +1), tako da je pločasti električni kondenzator negativne, a električna zavojnica pozitivne parnosti.
U kvantnoj fizici parnost je kvantni broj koji označuje ponašanje valne funkcije prilikom prostornoga zrcaljenja koje zamjenjuje lijevi i desni koordinatni sustav. Budući da stanje sustava ne može ovisiti o tome rabi li se desni ili lijevi koordinatni sustav, transformacija r u –r ostavlja valnu funkciju nepromijenjenom ili joj samo mijenja predznak. Ako se promjenom r u –r valna funkcija ne mijenja, njezina je parnost parna, a ako se predznak valne funkcije mijenja, parnost je neparna. Pojam parnosti uveo je 1927. E. P. Wigner i sve do 1957. smatralo se da za sve procese u prirodi vrijedi zakon očuvanja parnosti, to jest da se ne može razlikovati stvarni događaj od njegove zrcalne slike. Naznake odstupanja od očuvanja parnosti pojavile su se pri procesima slabih raspada elementarnih čestica. Mjerenje kutne razdiobe elektrona (e–) iz uzorka kobaltova izotopa 60Co, kojemu su atomske jezgre bile polarizirane u jakome magnetskom polju primjenom niske temperature, pokazalo je (1957.) da su elektroni emitirani većim dijelom suprotno od smjera nuklearnoga spina. Time je dokazano da parnost u tom procesu nije očuvana. Gotovo istodobna mjerenja kutne razdiobe elektrona nastalih (uz antineutrine ν̄e) raspadom miona, koji nastaju raspadom π-mezona, pokazala su njihovu nesimetričnost pa parnost nije očuvana ni u tom slučaju. Za to otkriće dobili su T.-D. Lee i Ch. N. Yang 1957. Nobelovu nagradu za fiziku.
Očuvanje parnosti dio je mnogo općenitijega teorema (CPT teorem) koji izriče da je invarijantnost s obzirom na kombiniranu transformaciju C (promjena čestica u antičestice), P (inverzija prostora) i T (inverzija vremena), izravna posljedica invarijantnosti prema grupi vlastitih Lorentzovih transformacija. Ako, dakle, nije očuvana parnost P, nije očuvan ni produkt TC i obratno.
Narušavanje parnosti u slabim međudjelovanjima povezano je s činjenicom da se u prirodi pojavljuju samo lijevi neutrini (takozvanog lijevoga heliciteta, kojih je spin usmjeren suprotno od smjera gibanja). Tako standardni model čestica ima različit broj lijevih i desnih temeljnih čestica i time odražava temeljnu razliku lijevog i desnoga. No izbor naziva između lijevog i desnoga ostao je stvar dogovora sve do otkrića procesa (1964.) u kojima je narušena kombinirana CP-simetrija. Riječ je o slabim raspadima s pomoću kojih je moguće apsolutno odrediti što je lijevo i što je desno nego i razlikovati materiju od antimaterije (utvrditi što je čestica, a što antičestica).